# Kasteel Wisselbeke

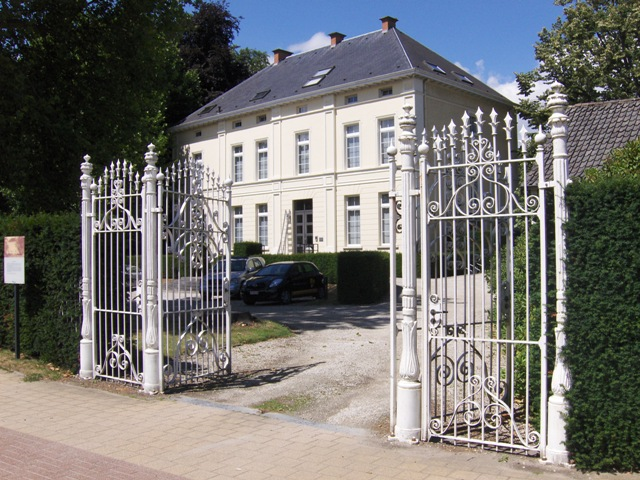
Kasteel Wisselbeke

Het Kasteel Wisselbeke is een kasteel in de Oost-Vlaamse plaats Merelbeke, gelegen aan de Hundelgemsesteenweg 588D.

## Geschiedenis
Het kasteel werd gebouwd in 1856 in opdracht van notaris Hebbelynck. In 1890 werd het vergroot. In 1986 werd het aangekocht door de gemeente om het als cultureel centrum in te richten.

## Gebouw
Het betreft een gebouw van 2½ verdieping met neoclassicistsche stijlkenmerken. Het is gelegen in een park dat toegankelijk is via een fraai hek. Tegelijk met het kasteel werden ook een aantal dienstgebouwen opgericht, namelijk een personeelswoning, een koetshuis en paardenstallen.